# Horní Hoštice
Horní Hoštice (něm. Ober-Gostitz, pol. Gościce Górne) je vesnice, která je částí města Javorník. Nachází se 4,5 km severozápadně od Javorníka na silnici do Bílé Vody.

## Název
Podle nejstarších písemných dokladů se vesnice původně jmenovala Hostečná (ve starší podobě Gostečná, tak zaznamenáno 1310 (Gostzeczna), roku 1296 ve zkomolené podobě Gostena). Jméno vyjadřovalo pohostinnou ("hostečnou") ves. Od druhé poloviny 14. do počátku 20. století se jméno udávalo jen v německé podobě Gostitz, z čehož bylo odvozeno české Hoštice (1924 stanoveno jako úřední). Změna přípony snad proběhla při přejetí z češtiny do němčiny (přípona -ice by jinak odkazovala na obyvatele vsi, původní Hoščici by znamenalo "Hoščovi lidé", základem by bylo osobní jméno Hoščě, domácká podoba některého jména obsahujícího -host-). Přívlastek Horní byl připojen někdy po roce 1742, kdy vratislavským mírem připadla dolní část vsi (dnes Gościce) Prusku.

## Historie
Horní Hoštice se připomínají poprvé roku 1296, kdy zde bylo 9 lánů a zákupní fojtství. Nejpozději v 16. století se ves jako biskupské léno dostala do majetku města Pačkova (něm. Patschkau, pol. Paczków, nyní v Polsku), v jehož vlastnictví Horní Hoštice zůstaly až do konce patrimoniální správy roku 1850 a zdejší velkostatek až do II. světové války.
Po zavedení obecního zřízení roku 1850 byly Horní Hoštice nejprve osadou obce Bílý Potok a teprve roku 1869 se staly samostatnou obcí. Roku 1963 však byly opět připojeny k Bílému Potoku a s ním se staly 1. ledna 1976 částí města Javorník.
Většinu majetku bývalého hornohoštického panství tvořil rozsáhlý les na jihovýchodním svahu Borůvkové hory, darovaný městu Pačkovu již r. 1420 vratislavským biskupem Konrádem Olešnickým. Městu zůstal i po rozdělení Slezska r. 1742, kdy Pačkov připadl Prusku; ještě v meziválečném období činil výtěžek z 1979,75 ha jehličnatého lesa 25 % městských příjmů.
V březnu 1919 uvalilo ministerstvo zemědělství v Praze na panství Ober-Gostitz města Patschkau v Pruském Slezsku nucenou správu. Sestávalo z komplexu: obce Ober-Gostitz (Horní Hoštice), myslivny Hundorf, obce Weissbach (Bílý Potok) a obce Kamitz-Überschar (Kamenička). Celková výměra celého komplexu činila 1 986 ha.
Když pak Pačkov roku 1947 přešel do polské správy, vznesla polská strana na jeho užívání nárok, zejména z důvodu jeho významu pro pačkovské dřevařské závody. V Československu byl však les považován za německý majetek a roku 1945 byl městu Pačkovu znárodněn (zůstal však spravován samostatně). Polsko uplatňovalo nároky Pačkova v rámci rozhovorů o hraničních úpravách mezi Československem a Polskem (na řešení této otázky bylo vázáno i uspořádání nároků Náchoda na zhruba 50 ha pozemků v okolí kladského města Chudoby - Kudowa-Zdrój. V roce 1949 se však československá i polská strana vzájemných nároků vzdaly. Polské ministerstvo lesnictví zejména shledalo, že by využívání lesa nebylo přínosné v důsledku hraničních překážek a mezinárodní úpravy obchodu dřevem a navíc by bylo v rozporu se státní lesnickou politikou.
Součástí tohoto lesa, a součástí dnešní části obce Horní Hoštice, je katastrální území Hundorf, kde stávala myslivna. Zde se zřejmě ve 13. stol. nacházela obec Vysoká (něm. Hohendorf), zmiňovaná v letech 1267 a 1271 jako biskupské léno a později zaniklá. Myslivna zanikla po roce 1945.

### Vývoj počtu obyvatel
Počet obyvatel Horních Hoštic podle sčítání nebo jiných úředních záznamů:
| Rok            | 1869 | 1880 | 1890 | 1900 | 1910 | 1921 | 1930 | 1939 | 1947 | 1950 | 1961 | 1970 | 1980 | 1991 | 2001 |
| -------------- | ---- | ---- | ---- | ---- | ---- | ---- | ---- | ---- | ---- | ---- | ---- | ---- | ---- | ---- | ---- |
| Počet obyvatel | 567  | 533  | 509  | 433  | 423  | 404  | 394  | 375  | 194  | 238  | 181  | 158  | 103  | 93   | 114  |

1. ↑  z toho: 352 Němců, 42 cizinců; 392 řím. kat., 2 bez vyzn.
2. ↑  z toho: Horní Hoštice 390, Hundorf: 4
3. ↑  z toho: Horní Hoštice: 114, Hundorf: 0

V Horních Hošticích je evidováno 47 adres : 36 čísel popisných (trvalé objekty) a 11 čísel evidenčních (dočasné či rekreační objekty). Při sčítání lidu roku 2001 zde bylo napočteno 42 domů, z toho 22 trvale obydlených.

## Pamětihodnosti
- kaple sv. Jana Nepomuckého (sv. Jana Sarkandra) z roku 1832 na místě starší stavby (kulturní památka)[11]
- kaplička u silnice (kulturní památka)
- smírčí kříž zv. Švédský (kulturní památka)[12]

## Fotogalerie

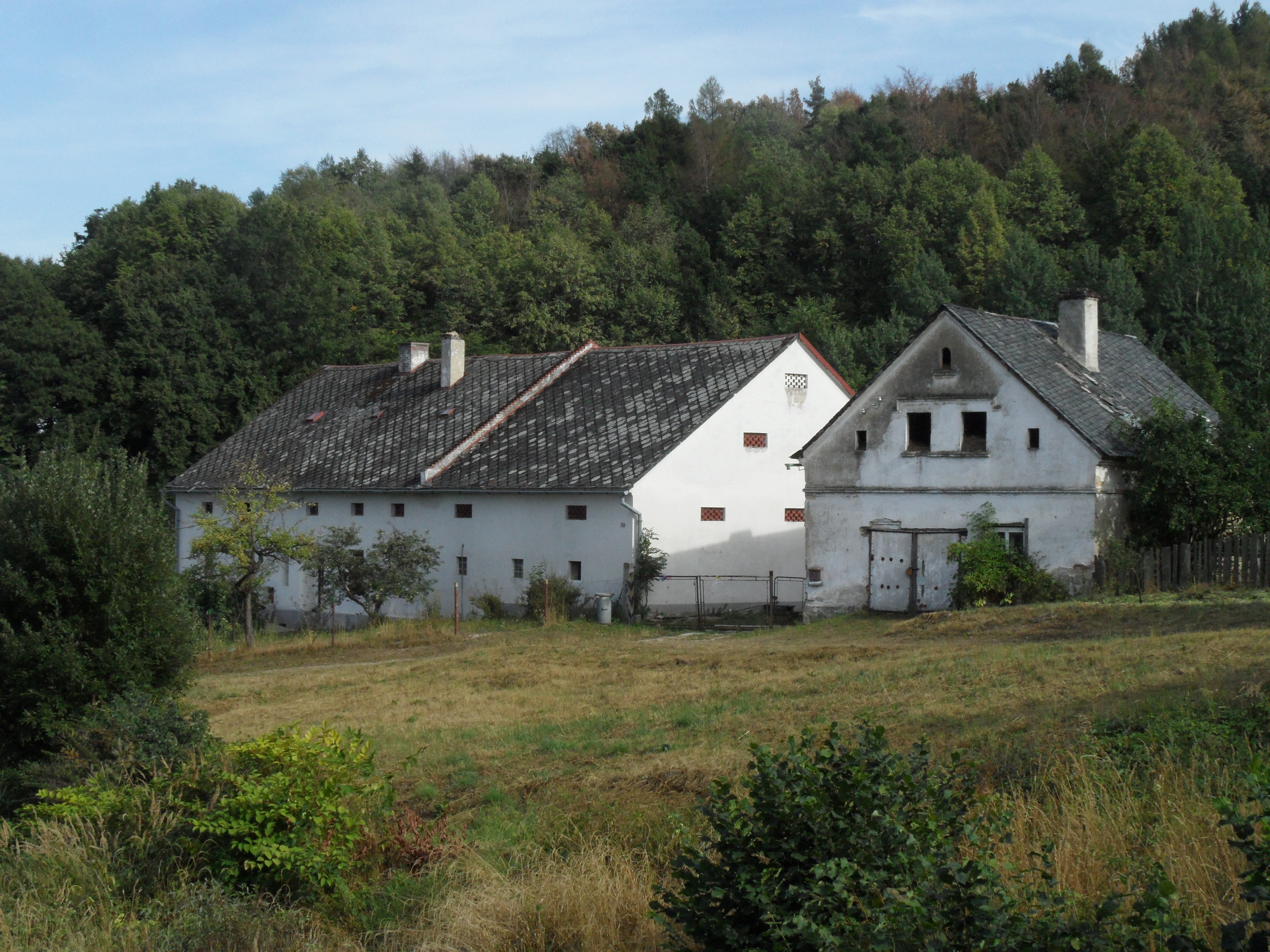
Soubor stavení
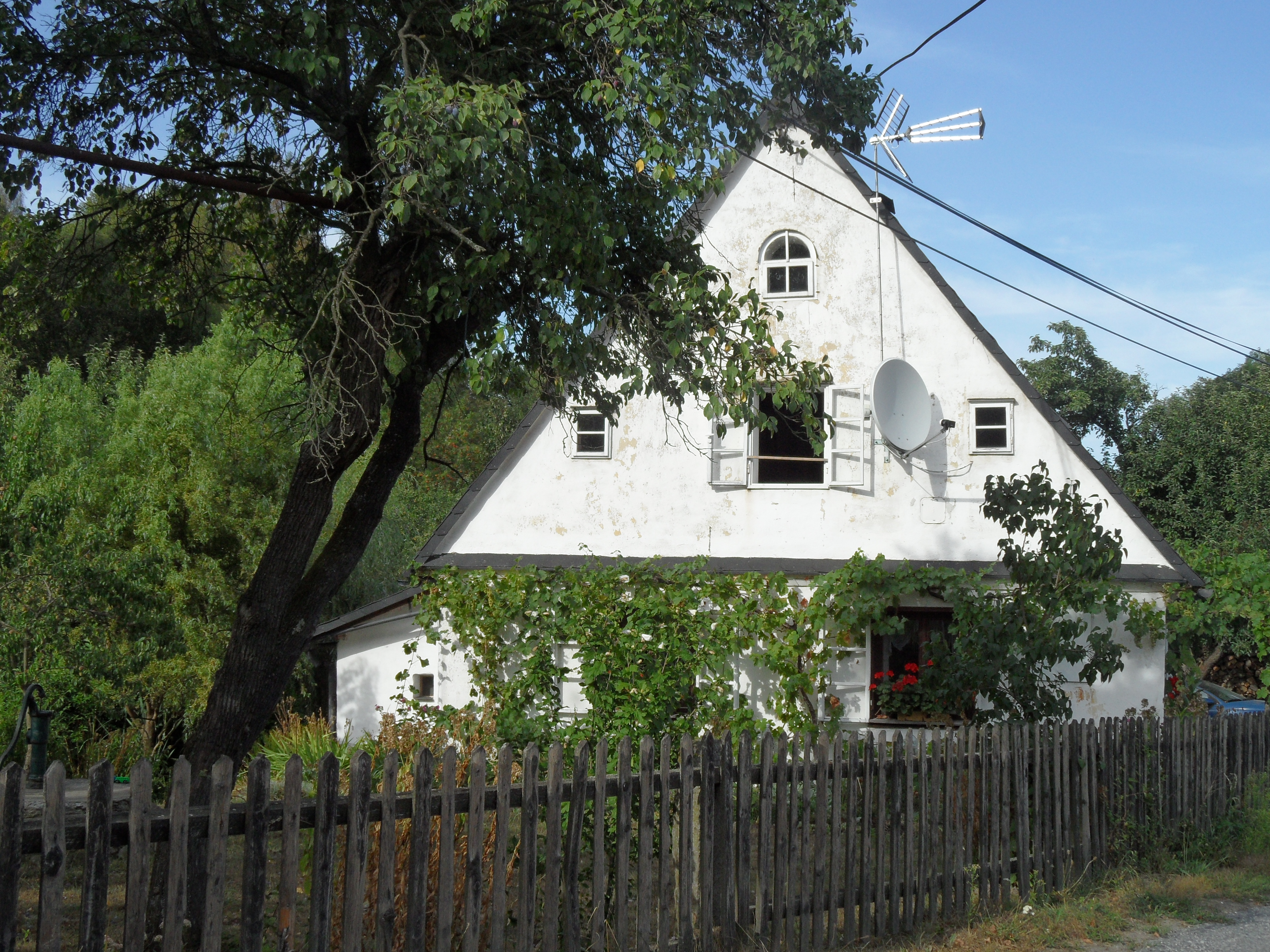
Dům se štítem
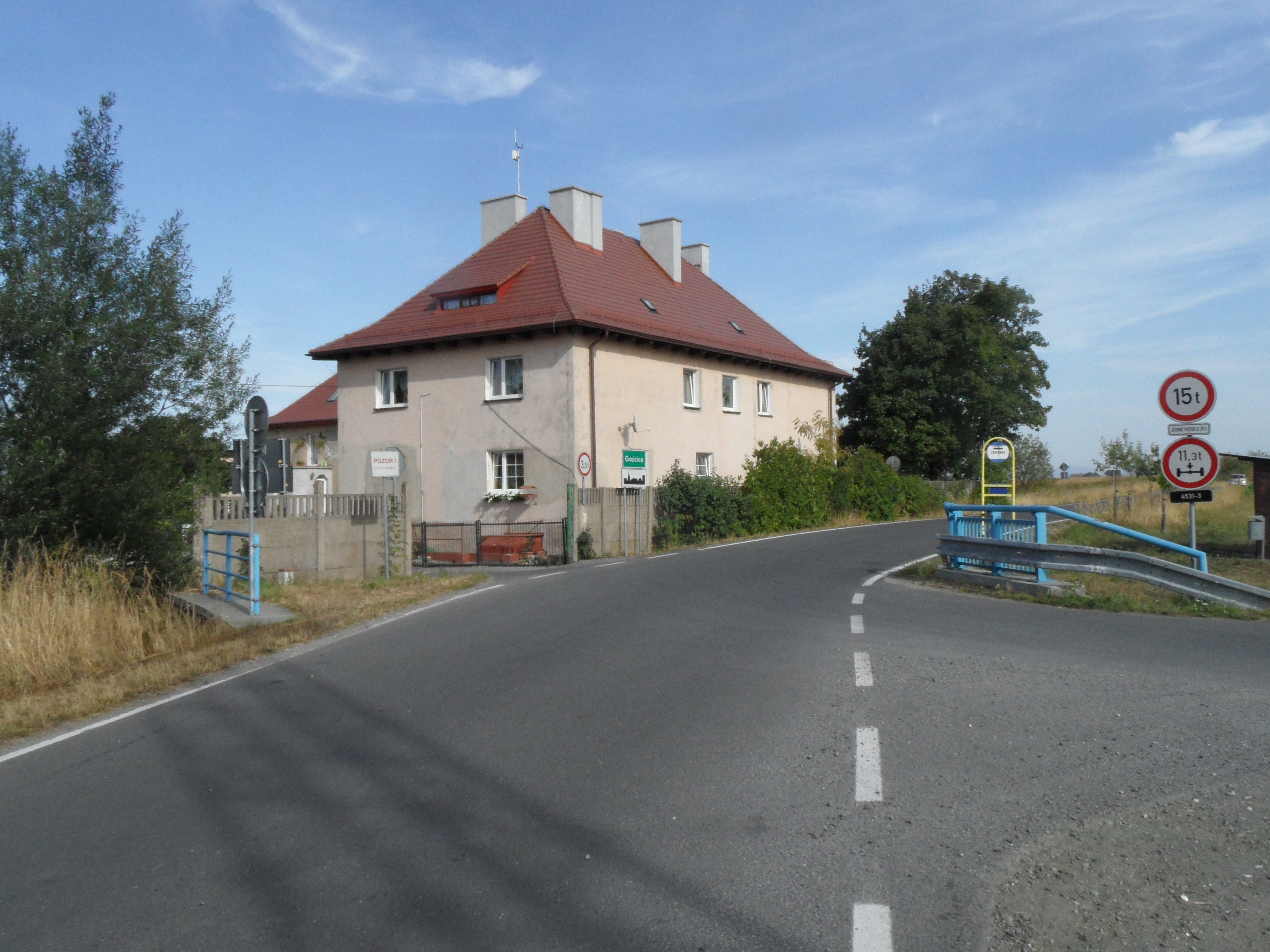
Křižovatka, dům je již v Polsku
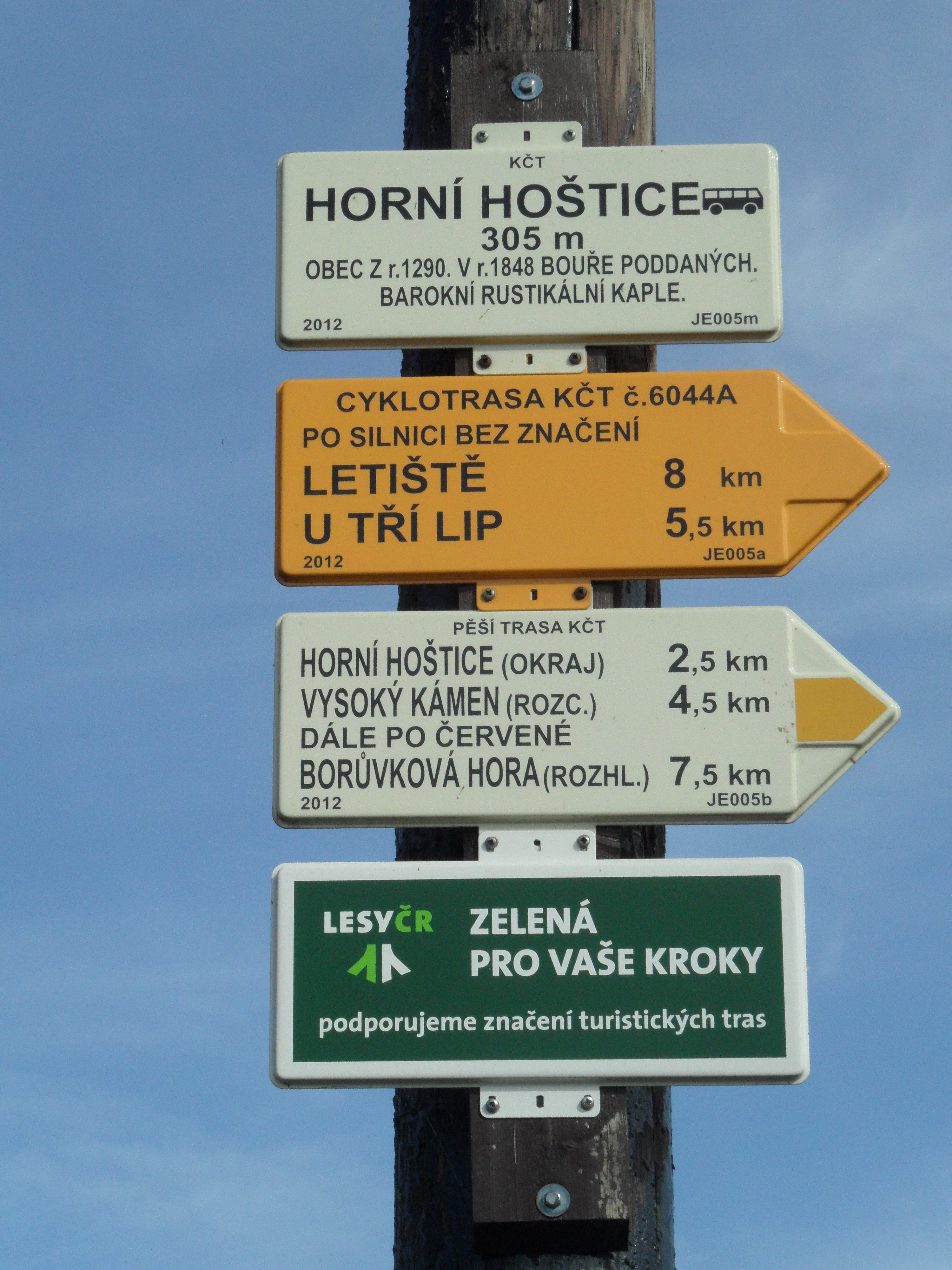
Rozcestník
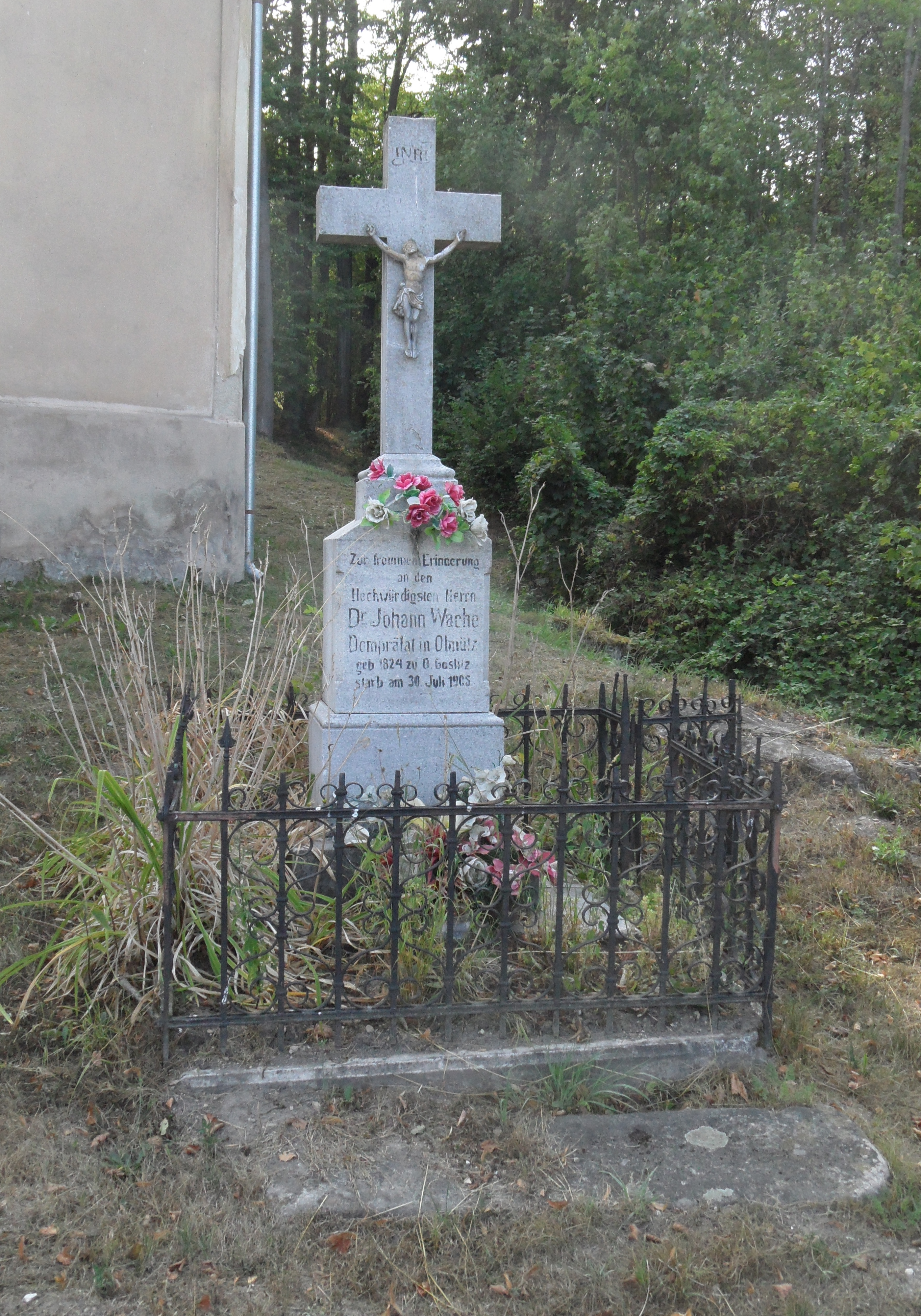
Křížek u kostela
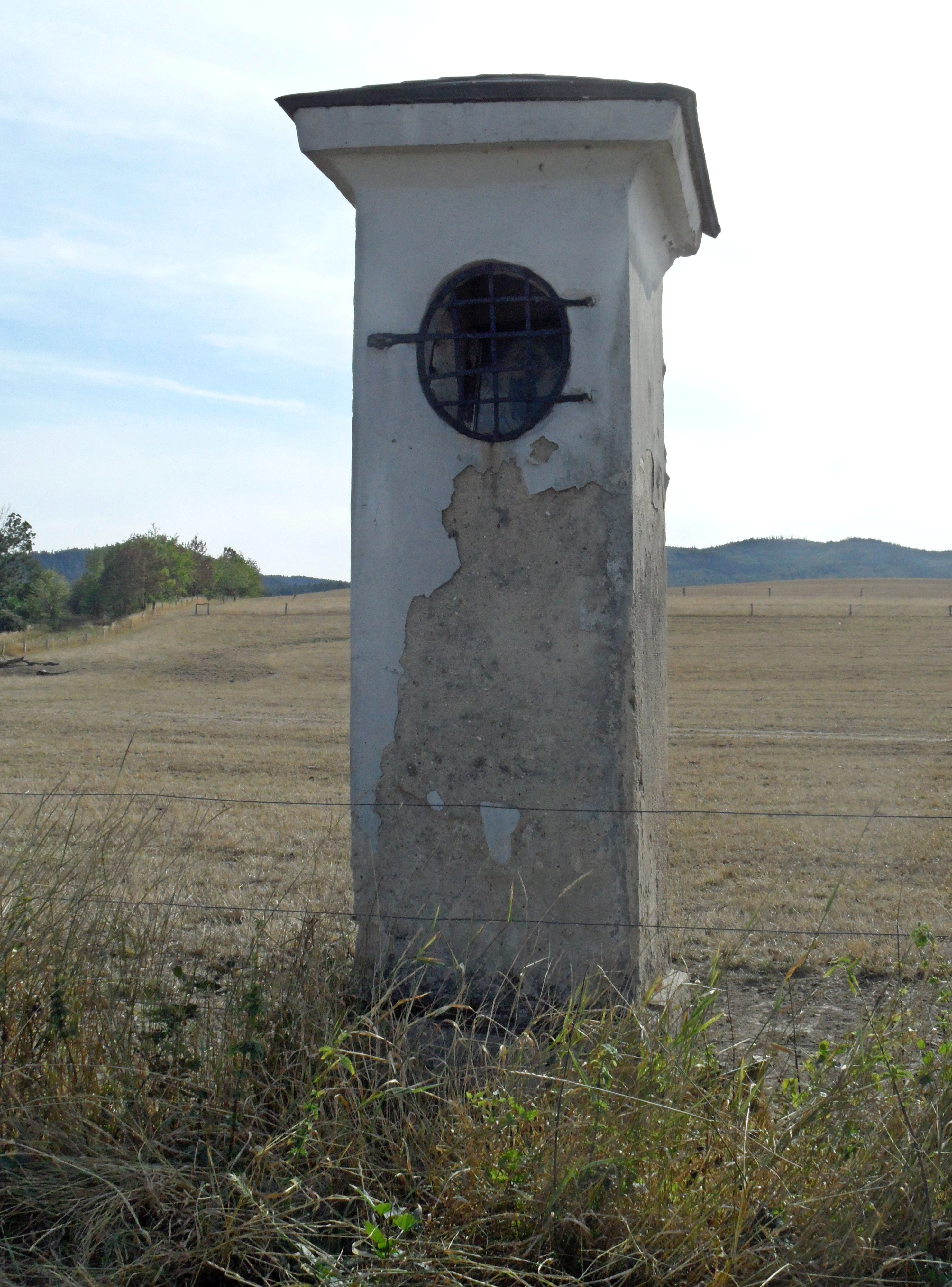
Kaplička u silnice